# Вальдемар Боровський
Вальдемар Боровський (лит. Valdemaras Borovskis, нар. 2 травня 1984, Вільнюс) — колишній литовський футболіст, захисник, національної збірної Литви.

## Клубна кар'єра
У дорослому футболі дебютував 2005 року виступами за команду клубу «Гележинас Вілкас», в якій провів два сезони.
Згодом з 2008 по 2015 рік грав у складі команд «Ветра», «Шяуляй», «Судува», латвійської «Даугави» (Рига) та болгарського «Бероє», в якому, утім, провів лише дві гри.
2016 року повернувся на батьківщину, ставши гравцем «Лієтави».
До складу «Тракая» приєднався 2017 року. Станом на 13 листопада 2018 року відіграв за клуб з Тракая 61 матч в національному чемпіонаті.

## Виступи за збірну
2010 року дебютував в офіційних матчах у складі національної збірної Литви.